# Patos (Venezuela)
Patos è un'isola del Venezuela, parte delle Dipendenze Federali posta nel Mare dei Caraibi, tra la penisola di Paria e l'isola di Trinidad.
Piccola e disabitata, Patos è la più orientale delle Dipendenze federali.

## Storia
È parte integrante del territorio venezuelano dal 26 febbraio 1942 a seguito degli accordi con il Regno Unito che regolamentarono i confini tra il paese sudamericano e le colonie britanniche, nella fattispecie con Trinidad e Tobago.